# King Hassan II Tournament 1996
Das 1. King Hassan II Tournament fand am 11. und 12. Dezember 1996 in der Stadt Casablanca im Lande Marokko statt und war ein Einladungsturnier für Fußball-Nationalmannschaften. Neben dem Gastgeber Marokko nahmen auch die Auswahlen aus Kroatien, Tschechien und Nigeria daran teil. Das Turnier wurde im K.-o.-System ausgetragen, am ersten Tage wurden die beiden Halbfinals ausgespielt, einen Tag darauf das Spiel um Platz drei und das Finale.
Kroatien konnte sich durch zwei Erfolge im Elfmeterschießen den Titel sichern, Gastgeber Marokko wurde Dritter.

## Ergebnisse
|  | Halbfinale   | Halbfinale   | Halbfinale   |  |          | Finale           | Finale           | Finale           |
|  |              |              |              |  |          |                  |                  |                  |
|  | 11. 12. 1996 |              |              |  |          |                  |                  |                  |
|  |              | Marokko      | 2 (6)        |  |          |                  |                  |                  |
|  |              | Kroatien     | 2 (7)        |  |          | 12. 12 1996      | 12. 12 1996      | 12. 12 1996      |
|  |              |              |              |  | Kroatien | 1 (4)            |                  |                  |
|  | 11. 12. 1996 | 11. 12. 1996 | 11. 12. 1996 |  |          | Tschechien       | 1 (1)            |                  |
|  |              | Tschechien   | 2            |  |          |                  |                  |                  |
|  |              | Nigeria      | 1            |  |          | Spiel um Platz 3 | Spiel um Platz 3 | Spiel um Platz 3 |
|  |              |              |              |  |          |                  | Marokko          | 2                |
|  |              | Nigeria      | 0            |  |          |                  |                  |                  |
|  |              |              |              |  |          | 12. 12 1996      |                  |                  |

## Statistik

### Halbfinale
| Marokko                                           | Marokko | Kroatien | Kroatien |
| ------------------------------------------------- | --- | --- | -------- |
| Marokko                                           | \| 11. Dezember 1996 in Casablanca (Stade Mohamed V) \| \| Ergebnis: 2:2 (1:2), 6:7 i. E. \| \| Zuschauer: 80.000 \| | \| 11. Dezember 1996 in Casablanca (Stade Mohamed V) \| \| Ergebnis: 2:2 (1:2), 6:7 i. E. \| \| Zuschauer: 80.000 \|                                                                                                   | Kroatien |
| Marokko                                           | Abdelkader El Brazi – Abdelilah Saber (88. Youssef Rossi), Tahar El Khalej, Noureddine Naybet, Lahcen Abrami, Abdelmajid Bouyboud, Abderrahim Ouakili (46. Mustapha Khalif), Rachid Azzouzi , Mustapha Hadji, Youssef Fertoute (64. Ahmed Bahja), Salaheddine Bassir (80. Khalid Raghib) | Dražen Ladić – Robert Jarni, Igor Štimac (53. Dubravko Pavličić), Nikola Jerkan , Nikola Jurčević, Aljoša Asanović, Zvonimir Soldo, Robert Prosinečki, Dario Šimić, Igor Cvitanović, Goran Vlaović (80. Robert Špehar) | Kroatien |
| Marokko                                           | 1:2 Salaheddine Bassir (22.) 2:2 Ahmed Bahja (72.) | 0:1 Goran Vlaović (14.) 0:2 Goran Vlaović (15.) | Kroatien |
| Marokko                                           | Elfmeterschießen | | Kroatien |
| Marokko                                           | ? | ? | Kroatien |
| Marokko                                           | Abdelmajid Bouyboud (40.) | Robert Prosinečki (70.) | Kroatien |
| 11. Dezember 1996 in Casablanca (Stade Mohamed V) | | |          |
| Ergebnis: 2:2 (1:2), 6:7 i. E.                    | | |          |
| Zuschauer: 80.000                                 | | |          |

| Tschechische Republik                             | Tschechische Republik | Nigeria | Nigeria |
| ------------------------------------------------- | --- | --- | ------- |
| Tschechische Republik                             | \| 11. Dezember 1996 in Casablanca (Stade Mohamed V) \| \| Ergebnis: 2:1 (1:0) \| \| Zuschauer: 80.000 \| \| Schiedsrichter: Redwan Abdelhammid ( Ägypten) \|                            | \| 11. Dezember 1996 in Casablanca (Stade Mohamed V) \| \| Ergebnis: 2:1 (1:0) \| \| Zuschauer: 80.000 \| \| Schiedsrichter: Redwan Abdelhammid ( Ägypten) \|            | Nigeria |
| Tschechische Republik                             | Luděk Mikloško – Jiří Lerch, Luboš Kubík, Martin Kotůlek, Karel Rada, Marek Zúbek, Martin Hašek, Radek Bejbl (Radek Slončík), Martin Frýdek, René Wagner (Oldřich Machala), Radek Drulák | William Okpara – Mobi Oparaku, Uche Okafor, Kingsley Obiekwu, Benedict Iroha, Mutiu Adepoju, Ndukwe, Uche Okechukwu, Wilson Oruma, Samson Siasia, Bazuaye, Teslim Fatusi | Nigeria |
| Tschechische Republik                             | 1:0 Radek Drulák (9.) 2:0 Martin Hašek (79.) | 2:1 Mobi Oparaku (87., Foulelfmeter) | Nigeria |
| 11. Dezember 1996 in Casablanca (Stade Mohamed V) | | |         |
| Ergebnis: 2:1 (1:0)                               | | |         |
| Zuschauer: 80.000                                 | | |         |
| Schiedsrichter: Redwan Abdelhammid ( Ägypten)     | | |         |

### Spiel um Platz drei
| Marokko                                           | Marokko | Nigeria | Nigeria |
| ------------------------------------------------- | --- | --- | ------- |
| Marokko                                           | \| 12. Dezember 1996 in Casablanca (Stade Mohamed V) \| \| Ergebnis: 2:0 (0:0) \| \| Zuschauer: 75.000 \| \| Schiedsrichter: Falla N’Doye ( Senegal) \| | \| 12. Dezember 1996 in Casablanca (Stade Mohamed V) \| \| Ergebnis: 2:0 (0:0) \| \| Zuschauer: 75.000 \| \| Schiedsrichter: Falla N’Doye ( Senegal) \|               | Nigeria |
| Marokko                                           | Araki – Abdelkrim El Hadrioui, Youssef Rossi (Tahar El Khalej), Noureddine Naybet (Abdellatif Jrindou), Lahcen Abrami, Mustapha Khalif (Mustapha Hadji), Hicham Dmiai, Abderrahim Ouakili, Youssef Fertoute (Ahmed Bahja), Khalid Raghib, Youssef Chippo (Salaheddine Bassir) | Joseph Dosu – Mobi Oparaku, Bala Alhasaan, Abdullah, Benedict Iroha, Mutiu Adepoju, Lucky Ezomo, Uche Okechukwu, Wilson Oruma, Teslim Fatusi (Samson Siasia), Bazuaye | Nigeria |
| Marokko                                           | 1:0 Salaheddine Bassir (49.) 2:0 Abdellatif Jrindou (90.) | | Nigeria |
| 12. Dezember 1996 in Casablanca (Stade Mohamed V) | | |         |
| Ergebnis: 2:0 (0:0)                               | | |         |
| Zuschauer: 75.000                                 | | |         |
| Schiedsrichter: Falla N’Doye ( Senegal)           | | |         |

### Finale
| Kroatien                                          | Kroatien | Tschechische Republik | Tschechische Republik |
| ------------------------------------------------- | --- | --- | --------------------- |
| Kroatien                                          | \| 12. Dezember 1996 in Casablanca (Stade Mohamed V) \| \| Ergebnis: 1:1 (0:1), 4:1 i. E. \| \| Zuschauer: 20.000 \| \| Schiedsrichter: Said Belqola ( Marokko) \|      | \| 12. Dezember 1996 in Casablanca (Stade Mohamed V) \| \| Ergebnis: 1:1 (0:1), 4:1 i. E. \| \| Zuschauer: 20.000 \| \| Schiedsrichter: Said Belqola ( Marokko) \|                  | Tschechische Republik |
| Kroatien                                          | Dražen Ladić – Igor Štimac, Nikola Jerkan , Zvonimir Soldo, Aljoša Asanović, Robert Prosinečki, Nenad Pralija, Niko Kovač, Robert Jarni, Igor Cvitanović, Goran Vlaović | Petr Kouba – Marek Zúbek, Luboš Kubík, Martin Kotůlek, Karel Rada, Martin Čížek, Martin Hašek, Radek Bejbl, Martin Frýdek (Radek Slončík), René Wagner (Pavel Verbíř), Radek Drulák | Tschechische Republik |
| Kroatien                                          | 1:1 Pralija (29.) | 0:1 Radek Drulák (4.) | Tschechische Republik |
| Kroatien                                          | Elfmeterschießen | | Tschechische Republik |
| Kroatien                                          | ? | ? | Tschechische Republik |
| 12. Dezember 1996 in Casablanca (Stade Mohamed V) | | |                       |
| Ergebnis: 1:1 (0:1), 4:1 i. E.                    | | |                       |
| Zuschauer: 20.000                                 | | |                       |
| Schiedsrichter: Said Belqola ( Marokko)           | | |                       |

## Torjäger
- 2 Tore:

Salahaddin Bassir  Marokko
Radek Drulák  Tschechien
Goran Vlaović  Kroatien